# Tokushichi Nomura II
Tokushichi Nomura II (野村 徳七, 7 août 1878 – 15 janvier 1945) est le fondateur du zaibatsu Nomura Group (en) à l'origine du Nomura Securities (en) en 1925. Il naît dans l'actuelle Yao dans la préfecture d'Osaka. Enfant, il est appelé Shinnosuke. Il est nommé à la chambre des pairs du Japon en 1928.

## Première fortune
Shinnosuke fait sa fortune pour la première fois en 1915, en investissant dans Boseki Fukushima, entreprise textile que tout le monde pensait destinée à la faillite. Shinnosuke est mieux informé  : Il est ami avec Yutaro Yasuhiro, le fondateur de l'entrepris. Un jour, après une lourde sell-off d'actions de l'entreprise, Shinnosuke agit rapidement, harcèle la direction pour qu'elle lui montre ses livres comptables. Les carnets de commandes de l'entreprise se gonflent, l'usine fonctionne à pleine capacité, et les profits n'ont jamais été meilleurs.
Après avoir vu les livres, il se rend à la bourse d'Osaka et achète les actions de Fukushima Boseki à 20 yens. Il continue à acheter jusqu'à ce que le prix passe à 30 yens. Un certain nombre de commerçants vendent les actions à court terme et commencent à paniquer. Shinnosuke achète la plupart des actions disponibles. La panique commence à faire monter le prix. Nomura se tient en retrait et regarde la constante hausse des prix à 35, puis 40, 45, et 50 yens. À la fin de 1915, les actions ont augmenté de 100 yens, quadruplant l'investissement de Nomura.

## Source de la traduction
- (en) Cet article est partiellement ou en totalité issu de l’article de Wikipédia en anglais intitulé « Tokushichi Nomura II » (voir la liste des auteurs).